# 1-Ichi
Pour les articles homonymes, voir Ichi the Killer.
Pour plus de détails, voir Fiche technique et Distribution.
1-Ichi (-イチ- 1) est un film japonais réalisé par Masato Tanno, sorti en 2003. Il s'agit de l'adaptation du manga Ichi the Killer d'Hideo Yamamoto.

## Synopsis
M. Dai est le meilleur combattant de l'école. Chaque fois qu'il se bat, Ichi est là et a un grand sourire sur son visage. M. Dai pense qu'Ichi rigole de lui mais en fait il apprécie regarder toute la violence qui ressort de ces combats. Tout le monde persécute, raille et se moque d'Ichi, même les plus jeunes dans son cours de karaté. Mais Ichi refuse de laisser aller sa colère et de se battre contre les autres. Puis un nouvel étudiant commence à faire sa propre loi en battant tout le monde et en brisant leurs os. Dans un combat avec le nouvel arrivant, M. Dai finit au sol, complètement détruit. Il semble que le nouveau veuille se battre avec Ichi, car soi-disant, il est le seul à pouvoir lui donner un challenge à la hauteur contre ses adversaires. Surtout Ichi est un psychopathe.

## Fiche technique
- Titre : 1-Ichi
- Réalisation : Masato Tanno
- Scénario : Sakichi Satô (en), d'après le manga Ichi the Killer d'Hideo Yamamoto
- Musique : Tadanobu Asano
- Photographie : Naosuke Imaizumi
- Montage : Kayo Tomita
- Pays d'origine :  Japon
- Format : couleurs - 1,85:1 - Dolby Digital - 35 mm
- Genre : action, thriller
- Durée : 83 minutes
- Date de sortie :  Japon : 2003
- interdit aux moins de 12 ans

## Distribution
- Chisato Amate (ja) : Satomi
- Kôji Chihara : Onizame
- Yuki Oikawa : Nao
- Nao Omori : Ichi
- Teah : Mr Dai